# Imprò
Imprò è uno spettacolo di improvvisazione teatrale nato in Italia nel 2006.
Vent'anni dopo le prime “importazioni” degli spettacoli di origine francofona (Match di improvvisazione teatrale) e anglofona (Theatersport), esso si può definire come il primo frutto maturo dell'improvvisazione moderna italiana.
Per questo nel formato Imprò si fondono modelli classici della tradizione improvvisativa ed elementi innovativi, che lo rendono uno spettacolo assolutamente originale.

## I ruoli
Sul palcoscenico si fronteggiano due squadre di Attori, composte da quattro (o max. cinque) elementi.
- Il Presentatore, introduce gli attori e lungo il corso dello spettacolo funge da collante tra il pubblico e le diverse figure presenti sul palcoscenico.
- Il Notaio, è giudice e sentinella dello spettacolo: improvvisatore esperto, interviene in modo propositivo e non invasivo, vigilando sul mantenimento delle regole dell'improvvisazione teatrale.
- Il Musico, è colui che, secondo il suo estro, accompagna le improvvisazioni con l'atmosfera musicale appropriata, generalmente utilizzando una tastiera elettronica e suonando al momento. Anch'egli è generalmente un attore-improvvisatore, in quanto deve conoscere bene le regole e i tempi dell'improvvisazione, e deve avere un'allenata capacità di ascolto.

## La struttura dello spettacolo
Un Game (breve gioco di improvvisazione) introduce il clima dello spettacolo, consente agli attori di “riscaldare il motore” delle proprie capacità improvvisatorie, di instaurare un feeling con gli altri attori e col pubblico.
Il Notaio stabilisce la squadra che si aggiudica il Game iniziale e ad essa assegna il compito di  dare inizio a Imprò.
Lo spettacolo è composto da una serie di scene teatrali improvvisate, secondo questo schema:
Duello o Ensemble. Il Notaio decide se l'improvvisazione che seguirà sarà una sfida tra le due squadre (nel qual caso, prima improvviserà una squadra, poi l'altra) o una scena costruita dalle squadre in sinergia. In caso di Duello, un giocatore della squadra che ha vinto il Game si presenta in proscenio e si rivolge all'altra squadra con una formula del tipo “il nostro duello avrà a che fare con...” (ed enuncia un tema, per es. la vita di coppia, la sparizione, il malinteso, ecc.)
Input del pubblico. Sia nel caso di Duello, sia di Ensemble, un giocatore per squadra si rivolge al pubblico per formulare una domanda la cui risposta verrà utilizzata nell'improvvisazione successiva. Le domande possono essere semplici (per es. “mi dite un mestiere?” o “una nazione extra-europea”) o articolate, così da introdurre eventualmente un tema da sviluppare nella scena (per es. “quale può essere una ragione per intraprendere un viaggio interstellare?” o “qual è il peggior difetto del vostro collega di lavoro?”).
Richieste del Notaio. Prese le informazioni dal pubblico, il Presentatore chiede al Notaio se ha da aggiungere qualcosa per l'avvio dell'improvvisazione. Il Notaio può:
- lasciare gli attori liberi di improvvisare nel genere che preferiscono;
- imporre uno stile teatrale, o cinematografico, o musicale, o mutuato dai generi televisivi;
- aggiungere un input a quelli del pubblico: in dialetto, nel 2500 d.C., non dicendo mai la "o", dicendo una sola parola per battuta.

Si improvvisa. Accettate le indicazioni del pubblico e del Notaio, gli attori iniziano a improvvisare, creando dal nulla personaggi, ambientazioni e storie... fino a quando non si abbassano le luci sul palcoscenico. Il "Lucista", come è scherzosamente chiamato, ha il compito importante di cogliere il momento giusto per dare fine alle singole scene, facendo calare il buio; ecco perché anche questo compito è generalmente affidato a un improvvisatore esperto.
Il giudizio. Al termine dell'improvvisazione, il presentatore invita il pubblico a esprimere il proprio gradimento per ciascuna squadra, alla quale esso può assegnare, tramite l'esibizione di un cartoncino multi-colorato ricevuto all'ingresso, 1, 3 o 5 punti.
Al giudizio del pubblico, il Notaio può eventualmente togliere o aggiungere punti, motivando la sua scelta, in base al ravvisamento di irregolarità compiute dagli attori (mancato rispetto dello stile imposto, dimenticanza dell'input del pubblico, scarsa costruzione drammaturgica, indulgenza all'istrionismo...) o di loro comportamenti teatrali eccellenti.

## Originalità di Imprò
A differenza delle forme di spettacoli di improvvisazione recepti, in Imprò vi è una maggior “responsabilità teatrale” da parte degli attori, in particolare nella scelta dei temi, dei tempi scenici e della costruzione della storia: essi sono, più che in altre forme di improvvisazione teatrale, contemporaneamente attori e registi e, non essendoci limitazioni di tempo, scompaiono ansia e fretta, scompare forse anche la componente “rocambolesca” dell'improvvisazione, a favore però di una maggiore libertà nella creazione di una storia, aumentando quindi, nel pubblico, la percezione di un'“armonia drammaturgica” durante le scene e di una maggior piacevolezza.